# Germán Carty
Germán Luis Carty (San Vicente de Cañete, 16 luglio 1968) è un ex calciatore peruviano.

## Carriera

### Club
Carty fece i suoi primi passi nel calcio professionistico militando in squadre come il Coronel Bolognesi, gli Hijos de Yurimaguas e gli Sport Boys. Dopo quattro anni passati nella squadra rosanero, nel 1995 si trasferì all'Universitario de Deportes, ma ci rimase una sola stagione. Dopo un breve ritorno allo Sport Boys, per Carty iniziò l'esperienza messicana, vestendo la maglia dell'Atlante e del CD Irapuato. Nel 2000 furono i boliviani del Blooming a dare una possibilità a Carty. Il passaggio nel 2002 al Cienciano segnò un miglioramento delle prestazioni per Carty, che a 35 anni diventò capocannoniere della Copa Sudamericana 2003. Nel 2008 approdò nuovamente alla Coppa Sudamericana con i peruviani dell'Áncash.

### Nazionale
Nel Perù Carty ha militato con alterne fortune tra il 1993 e il 2004, collezionando 25 presenze e 3 gol.

## Palmarès

### Club

#### Competizioni internazionali
- Coppa Sudamericana: 1

Cienciano: 2003
- Recopa Sudamericana: 1

Cienciano: 2004

### Individuale
- Capocannoniere della Copa Sudamericana: 1

2003 (6 gol)